# 柔性扁平排线

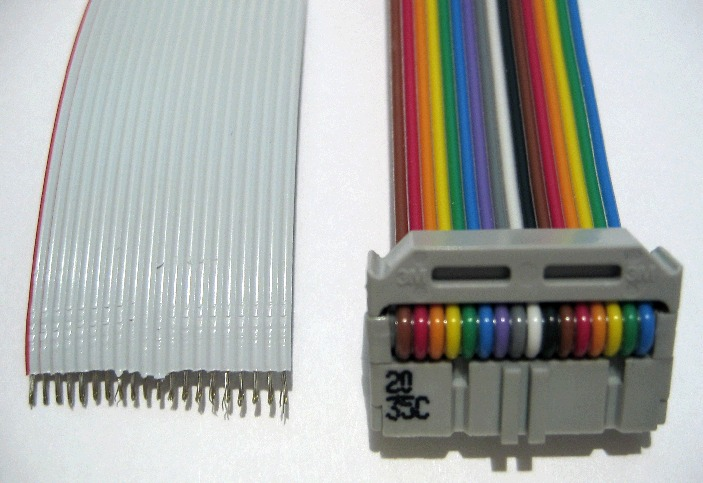

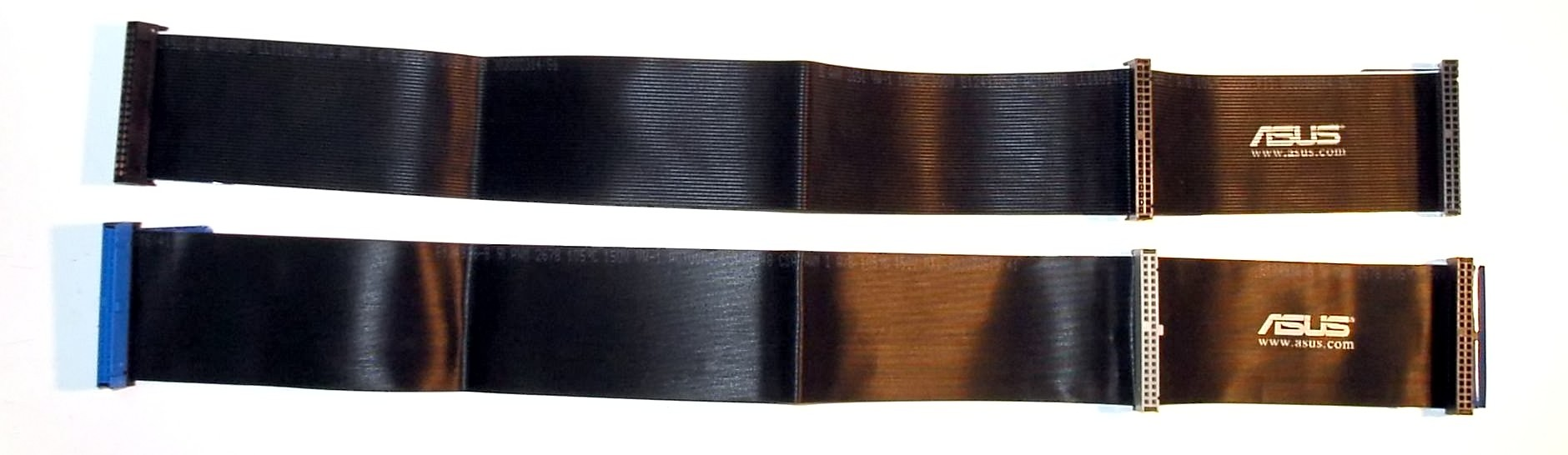
上：舊型的ATA排線（40條線）
下：新型的ATA排線（80條線）

柔性扁平排线（FFC, Flexible flat cable），是指用扁平和柔软的导体(通常是镀锡纯铜线,用很薄且柔性的胶膜或纸膜经高温粘合而成的排線。柔性扁平排线广泛的使用在如笔记本电脑和手机之类的高集成度的电子产品中。

## 技术规格
- 间距（Pitch）：是指两导体中心之间的距离。一般为0.3mm、0.5mm、0.8mm、1.0mm、1.25mm、1.27mm、2.0mm、2.54mm。其他间距数的少有人用
- 裸线长度（Exposure Length）：电缆两端所露出的导体的长度，一般为3-5mm，用于跟连接器相接触
- 补强（Stiffener）：大多数柔性扁平排线（两端圆形直接插入PCB焊接的除外，如焊接用软排线flexstrip cable-中间扁平两端圆形）在线的两端均粘了一定长度相对较硬的胶膜增加线缆两端的硬度，以使线缆容易插入或拨出连接器和增加接触的可靠性
- 优点(Advantage)：柔软、易弯折、易装拆
- 寿命（Life）：5年